# Harry Potter und der Orden des Phönix (Film)
Harry Potter und der Orden des Phönix ist ein britisch-US-amerikanischer Fantasyfilm des Regisseurs David Yates aus dem Jahr 2007 und gleichzeitig die Verfilmung des gleichnamigen fünften Teils der Romanreihe um Harry Potter der englischen Autorin Joanne K. Rowling aus dem Jahr 2003. Der Film startete in Deutschland am 11. Juli 2007.

## Handlung
Wie jedes Jahr verbringt Zauberlehrling Harry Potter die Sommerferien bei seinen unausstehlichen Verwandten, den Dursleys. Kurz vor Schulbeginn greifen zwei Dementoren Harry und seinen Cousin Dudley an. Mit einem Patronus-Zauber kann Harry die Dementoren abwehren. Für den Gebrauch von Zauberei außerhalb der Schule verweist ihn das Zaubereiministerium von Hogwarts. In der darauffolgenden Nacht holen Mitglieder des sogenannten Phönixordens Harry im Haus der Dursleys ab und bringen ihn zu ihrem Hauptquartier. Dort erfährt er, dass er sich zu einer Anhörung im Zaubereiministerium einfinden muss. Dort kann Dumbledore mit Hilfe einer Squib als Zeugin beweisen, dass Harry in Notwehr gehandelt hat. Der Zaubergamot spricht Harry von den Anschuldigungen frei und hebt den Verweis auf.
Der Phönixorden ist eine bereits mehrere Jahre bestehende Organisation, die Hogwarts Schulleiter Albus Dumbledore gegründet hatte, um Lord Voldemort und seine Anhänger organisiert zu bekämpfen. Ebendieser Bund wurde erneut ins Leben gerufen, nachdem Harry im vorherigen Schuljahr Voldemorts Rückkehr miterlebt hat. Nach Ansicht des Zaubereiministeriums stützt sich die Annahme, dass Lord Voldemort zurück ist, allerdings nur auf die Aussage von Harry. Der Zaubereiminister Cornelius Fudge weigert sich daher strikt, dessen Geschichte zu glauben. Er setzt die Presse unter Druck, um Harry und den Schulleiter Dumbledore als Lügner darzustellen, was in der magischen Welt weitestgehend Anklang findet. So sehen sich Harry und Dumbledore im neuen Schuljahr mit dem Unglauben und Anfeindungen ehemaliger Befürworter oder sogar Freunde konfrontiert.
Fudge leidet unter einem zunehmenden Verfolgungswahn und glaubt, dass Dumbledore über die Angst vor Voldemort in Wirklichkeit nur an Einfluss gewinnen und ihm sein Amt als Minister streitig machen will. Um Kontrolle über Hogwarts zu erlangen, setzt er seine Erste Untersekretärin Dolores Umbridge als Lehrerin für das Fach Verteidigung gegen die dunklen Künste ein. Diese versucht mit allen Mitteln, Harry seine „Lügenmärchen“ auszutreiben, und terrorisiert ihn und die gesamte Schülerschaft während des Schuljahres. Außerdem ist sie erpicht darauf, ihre Schüler von praktisch angewandter Magie fernzuhalten. Umbridge erlangt mit der Zeit immer mehr Macht, bis sie schließlich den Posten der Schulleiterin übernimmt. Harry tritt Umbridges Plänen entgegen, nachdem Hermine einen Geheimbund namens „Dumbledores Armee“ gründet, in dem Harry seinen Mitschülern defensive Zauber beibringt. Nach einigen Monaten gelingt es Umbridge jedoch mithilfe des Hausmeisters und einiger Schüler des Slytherin-Hauses, Dumbledores Armee in ihrem geheimen Übungsraum aufzuspüren.
Im Laufe des Schuljahres plagen Harry immer öfter Träume, die ihn in die Mysteriumsabteilung des Zaubereiministeriums versetzen. In einem dieser Träume sieht Harry, dass Arthur Weasley, Rons Vater, angegriffen wird. Mr. Weasley wird daraufhin gerade noch rechtzeitig gerettet. Dumbledore fürchtet, Voldemort könnte diese Verbindung ausnutzen, sobald sie ihm bewusst wird. Darum bittet er Professor Snape, Harry beizubringen, wie er seinen Geist vor derartigen Angriffen schützen kann. Während einer dieser Lehrstunden erfährt Harry, dass Snapes Hass auf Harry darin gründet, dass James Potter ihn während der gemeinsamen Schulzeit ständig schikaniert hatte.
Zum Ende des Films hat Harry einen weiteren Traum: Voldemort hat seinen Paten Sirius Black entführt und will ihn zwingen, für ihn eine Waffe zu beschaffen, doch Sirius widersetzt sich ihm. Nachdem er mit ansehen musste, wie Voldemort Sirius foltert, beschließt er, Sirius zu retten. Hierfür dringen Harry und seine Freunde Ron, Hermine, Ginny, Neville Longbottom und Luna Lovegood in die Mysteriumsabteilung des Zaubereiministeriums ein, wo sie gegen mehrere Todesser kämpfen müssen. Die Todesser sind im Auftrag Voldemorts auf der Suche nach einer magischen Kugel, die eine mysteriöse Prophezeiung beinhaltet und sich in den Räumen des Zaubereiministeriums befindet. Diese Prophezeiung besagt, dass Harry Potter der Auserwählte ist, der Lord Voldemort umbringen muss, denn „keiner der beiden kann leben, während der andere überlebt“. Erst als ihnen die Mitglieder des Phönixordens zu Hilfe kommen, können die meisten Todesser überwältigt werden. Harrys Pate Sirius Black wird jedoch von Bellatrix Lestrange getötet. Auch Lord Voldemort ist persönlich anwesend und liefert sich einen Kampf mit seinem Erzfeind Dumbledore. Der Dunkle Lord muss sich jedoch nach einem missglückten Versuch, von Harrys Körper Besitz zu ergreifen, zurückziehen und disappariert. Da dieser Kampf in der Ankunftshalle des Zaubereiministeriums geschah, gibt es neben dem Minister auch zahlreiche weitere Zeugen für Voldemorts Rückkehr.
Nach diesen Ereignissen hat Minister Fudge nunmehr seinen Irrtum eingesehen und gibt die Rückkehr Voldemorts nun öffentlich bekannt.

## Synchronisation
Die deutsche Synchronbearbeitung entstand bei FFS Film- & Fernseh-Synchron in München und Berlin. Frank Schaff verfasste das Dialogbuch.
| Rolle                                   | Darsteller           | Synchronsprecher     |                 |
| Hauptcharaktere                         | Hauptcharaktere      | Hauptcharaktere      | Hauptcharaktere |
| --------------------------------------- | -------------------- | -------------------- | --------------- |
| Harry Potter                            | Daniel Radcliffe     | Nico Sablik          |                 |
| Ron Weasley                             | Rupert Grint         | Max Felder           |                 |
| Hermine Granger                         | Emma Watson          | Gabrielle Pietermann |                 |
| Lehrkörper von Hogwarts                 |                      |                      |                 |
| Albus Dumbledore                        | Michael Gambon       | Wolfgang Hess        |                 |
| Dolores Umbridge                        | Imelda Staunton      | Christina Hoeltel    |                 |
| Sibyll Trelawney                        | Emma Thompson        | Viktoria Brams       |                 |
| Minerva McGonagall                      | Maggie Smith         | Edith Schneider      |                 |
| Severus Snape                           | Alan Rickman         | Bernd Rumpf          |                 |
| Rubeus Hagrid                           | Robbie Coltrane      | Hartmut Neugebauer   |                 |
| Argus Filch                             | David Bradley        | Fred Maire           |                 |
| Filius Flitwick                         | Warwick Davis        | Mogens von Gadow     |                 |
| Schüler von Hogwarts                    |                      |                      |                 |
| Neville Longbottom                      | Matthew Lewis        | Fabian Rohm          |                 |
| Luna Lovegood                           | Evanna Lynch         | Laura Elßel          |                 |
| Cho Chang                               | Katie Leung          | Farina Brock         |                 |
| Fred Weasley                            | James Phelps         | Stefan Günther       |                 |
| George Weasley                          | Oliver Phelps        | Stefan Günther       |                 |
| Ginny Weasley                           | Bonnie Wright        | Marcia von Rebay     |                 |
| Parvati Patil                           | Shefali Chowdhury    | Martina Krause       |                 |
| Padma Patil                             | Afshan Azad          | Malika Bayerwaltes   |                 |
| Dean Thomas                             | Alfred Enoch         | Fabian Rainer        |                 |
| Draco Malfoy                            | Tom Felton           | Moritz Pertramer     |                 |
| Vincent Crabbe                          | Jamie Waylett        | Moritz Wagner        |                 |
| Gregory Goyle                           | Joshua Herdman       | Lukas Borcherding    |                 |
| Seamus Finnigan                         | Devon Murray         | Daniel Haidinger     |                 |
| Voldemort und seine Anhänger (Todesser) |                      |                      |                 |
| Lord Voldemort                          | Ralph Fiennes        | Udo Schenk           |                 |
| Bellatrix Lestrange                     | Helena Bonham Carter | Elisabeth Günther    |                 |
| Lucius Malfoy                           | Jason Isaacs         | Wolfgang Müller      |                 |

| Rolle                           | Darsteller        | Synchronsprecher      |            |
| Zauberwelt                      | Zauberwelt        | Zauberwelt            | Zauberwelt |
| ------------------------------- | ----------------- | --------------------- | ---------- |
| Cornelius Fudge                 | Robert Hardy      | Norbert Gastell       |            |
| Arthur Weasley                  | Mark Williams     | Leon Rainer           |            |
| Molly Weasley                   | Julie Walters     | Katharina Lopinski    |            |
| Kingsley Shacklebolt            | George Harris     | Oliver Stritzel       |            |
| Percy Weasley                   | Chris Rankin      | Daniel Schlauch       |            |
| Amelia Bones                    | Sian Thomas       | Susanne von Medvey    |            |
| Mitglieder des Orden des Phönix |                   |                       |            |
| Alastor „Mad-Eye“ Moody         | Brendan Gleeson   | Roland Hemmo          |            |
| Sirius Black                    | Gary Oldman       | Pierre Peters-Arnolds |            |
| Remus Lupin                     | David Thewlis     | Frank Röth            |            |
| Nymphadora Tonks                | Natalia Tena      | Kathrin Gaube         |            |
| Arabella Figg                   | Kathryn Hunter    | Barbara Ratthey       |            |
| Aberforth Dumbledore            | Jim McManus       | Manfred Erdmann       |            |
| Muggel                          |                   |                       |            |
| Vernon Dursley                  | Richard Griffiths | Harald Dietl          |            |
| Petunia Dursley                 | Fiona Shaw        | Marion Hartmann       |            |
| Dudley Dursley                  | Harry Melling     | Karim El Kammouchi    |            |
| Nichtmenschliche Charaktere     |                   |                       |            |
| Grawp                           | Tony Maudsley     |                       |            |
| Kreacher                        | Timothy Bateson   | Osman Ragheb          |            |
| Bane                            | Jason Piper       |                       |            |
| Magorian                        | Michael Wildman   |                       |            |
| Andere                          |                   |                       |            |
| TV-Wetterfrosch                 | Miles Jupp        | Jan Odle              |            |

## Kritiken
„Atmosphärisch dichte, reich ausgestattete Fantasy-Adaption, die ihre fiktive Welt ebenso spektakulär wie sinnlich in Szene zu setzen weiß. Dabei sorgen die Selbstzweifel der Hauptfigur und die Auseinandersetzung mit dem Tod für nachdenklich-dunkle Töne.“

„Die rasante Story fesselt immer wieder durch atemberaubende Bilder. Ärgerlich ist dagegen, dass Regisseur David Yates Top-Schauspielern wie Alan Rickman oder Emma Thompson kaum Raum zur Entfaltung gibt. Selbst die Jungstars Emma Watson und Rupert Grint verkommen zu Stichwortgebern für Daniel Radcliffe. Der wiederum meistert seine Rolle beeindruckend. […] Harrys fünftes Abenteuer ist ein veritabler Fantasy-Thriller mit Horror-Elementen – und nichts für Kinder.“

## Hintergründe
- Die Produktion des Films mit einem Budget von etwa 150 Millionen US-Dollar begann im August 2005 und wurde im Juni 2007 mit der Postproduktion beendet. Die Dreharbeiten begannen am 6. Februar 2006 an verschiedenen Orten in Schottland und England und wurden am 12. Dezember 2006 beendet. Der Film ist eine Co-Produktion von Warner Bros. und Heyday Films im Verleih der Warner Bros. Deutschland GmbH.
- Als neue Figur wird Bellatrix Lestrange eingeführt, gespielt von Helena Bonham Carter. Ansonsten ist der Großteil der in Harry Potter und der Feuerkelch auftretenden Figuren im fünften Potter-Film wieder mit dabei. Weitere Neuzugänge sind Evanna Lynch als Luna Lovegood, Natalia Tena als Nymphadora Tonks und Imelda Staunton als Dolores Umbridge.
- Auch in diesem Film stammt die Filmmusik nicht von dem ursprünglichen Komponisten John Williams. Diese Aufgabe wurde dem noch relativ unbekannten britischen Fernsehfilm-Musikkomponisten Nicholas Hooper zugeteilt. Nur die Originaltitelmusik von Williams wird noch im Film verwendet.
- Die Regiearbeit übernahm diesmal der 43-jährige britische Fernsehregisseur und Drehbuchautor David Yates, der sich in Großbritannien mit Fernsehserien und -filmen einen Namen gemacht hatte. Mit Hollywood-Big-Budget-Produktionen wie dieser hatte er noch keine Erfahrungen gesammelt. Yates führte auch die Regie der Nachfolgefilme Harry Potter und der Halbblutprinz, Harry Potter und die Heiligtümer des Todes: Teil 1 und Harry Potter und die Heiligtümer des Todes: Teil 2.
- Das Drehbuch stammt von Michael Goldenberg, Co-Autor des Films Contact mit Jodie Foster aus dem Jahr 1997. Die Spezialeffekte wurden unter anderem von Industrial Light and Magic (ILM) realisiert. Erstmals wurde für eine Harry-Potter-Verfilmung mit Paul Harris eigens ein Choreograph engagiert, der die „Sprache und Grammatik“ des Zauberstabkampfes erarbeitet hat.
- Die Kinos CineStar und Imax in Berlin zeigten den Film auf dem größten Kinoformat der Welt. Die letzten 20 Minuten, der Showdown zwischen Lord Voldemort und Harry Potter, wurden durch das Imax-DMR-Verfahren in 3D umgewandelt.

## Unterschiede zur Romanvorlage
- Harry erfährt nicht, dass Arabella Figg eine Squib (ein Mensch, der mindestens einen magischen Elternteil hat, bei dem das Zauberer-Gen jedoch rezessiv ist und der folglich nicht zaubern kann) ist.
- Mundungus Fletcher ist im Film nicht an der Beobachtung Harrys in Little Whinging beteiligt und taucht erst im siebten Film auf.
- Im Roman treffen fünf Briefe bei den Dursleys ein: zwei vom Zaubereiministerium, die Harry zu seiner Anhörung vorladen, einer von Arthur Weasley, einer von Sirius sowie ein Heuler an Tante Petunia (der, wie am Ende enthüllt wird, von Dumbledore kam). Im Film trifft nur ein Brief aus dem Ministerium ein, welcher ein Heuler ist.
- Harrys Eskortierung zum Hauptquartier des Ordens findet im Film noch am ersten Tag der Handlung statt, Harry wird nicht aufwendig getarnt, und die Ordensmitglieder fliegen viel tiefer (sodass Muggel sie sehen können!). Außerdem kann Harry im Buch das durch den Fidelius-Zauber geschützte Haus erst nach einer Notiz, die ihm gezeigt wird, sehen; im Film bringt Moody es mit seinem Stock zum Vorschein.
- Im Film erfährt Harry erst durch die Ordensmitglieder von der Anhörung im Ministerium statt wie im Buch durch die Briefe; dafür erfährt er viel früher, dass der gesamte Zaubergamot über ihn zu Gericht sitzen wird.
- Die Aufräumaktionen im Grimmauldplatz Nr. 12, bei denen sie unwissentlich u. a. einen von Voldemorts Horkruxen finden, treten im Film nicht auf und werden auch nicht erwähnt.
- Umbridges Sanktionen gegen Harry werden im Film (obwohl die blutende Feder zum Einsatz kommt) weniger drastisch dargestellt. Im Roman muss er in der Summe drei Wochen bei ihr nachsitzen, darf nicht mehr nach Hogsmeade und erhält zusammen mit Fred und George Quidditch-Verbot. Dafür kommen im Film viel mehr Ministeriumserlasse vor.
- Der Gauner Willy Widdershins, der das erste Treffen der DA (Dumbledores Armee) belauscht und sie an Umbridge verrät, kommt nicht vor. Im Film sieht man nur, wie Umbridge und Argus Filch Harry und seine Freunde beobachten (und belauschen?).
- Im Buch erzählt Dobby Harry vom Raum der Wünsche und wie dieser funktioniert. Im Film findet Neville den Raum zufällig, und Hermine (die im Buch gar nichts darüber weiß) erklärt, wie er funktioniert.
- Die Spionageaktionen von Umbridge sowie ihre Verhöre der Schüler mit Veritaserum kommen nur im Film vor.
- Die Besuche im St. Mungo Hospital, bei dem die Hauptcharaktere auch zufällig auf Broderick Bode, Gilderoy Lockhart sowie Neville, seine Großmutter und seine Eltern treffen, lässt der Film aus.
- Harry hat im Roman mehr als zwei Visionen von Voldemort, anhand derer er u. a. herausfindet, dass Voldemort bereits Bode und Sturgis Podmore vergeblich für seine Zwecke eingespannt hat. Harrys Streitereien mit Snape deswegen fallen weg, ebenso wie Bodes Ermordung im Hospital.
- Im Roman gibt Harry am Valentinstag Rita Kimmkorn und Luna ein Interview für den Klitterer über Voldemorts Rückkehr, womit er viele Mitglieder der magischen Gemeinschaft überzeugen kann. Im Film bleibt das Interview aus.
- Im Film werden alle DA-Mitglieder ohne Vorwarnung im Raum der Wünsche von Umbridge und dem Inquisitionskommando erwischt. Im Buch werden sie von Dobby rechtzeitig gewarnt und können bis auf Harry entkommen.
- Harrys Beziehung zu Cho zerbricht im Buch deswegen, weil Chos beste Freundin Marietta Edgecombe die DA vorsätzlich an Umbridge verraten hat und sie sich über Marietta zerstreiten. Im Film wurde Cho von Umbridge unter Veritaserum gesetzt und hat deswegen die DA verraten, was die Frage aufwirft, warum sie und Harry sich nicht wieder versöhnen, nachdem Harry es erfahren hat. Die Figur Marietta Edgecombe taucht zudem im Film überhaupt nicht auf.[6]
- Im Buch wird Harry am Tag nach Dumbledores Flucht von Umbridge verhört, wobei er erfährt, dass Umbridges Kamin der einzige vom Ministerium unbewachte Kamin in Hogwarts ist. Im Film passiert dies nicht, dennoch weiß Harry, dass Umbridges Kamin unbewacht ist.
- Das Feuerwerk von Fred und George findet bereits an Umbridges erstem Tag als Schulleiterin statt, während sie am Tag ihrer Flucht aus Hogwarts einen Korridor in einen Sumpf verwandeln. Ihre weiteren Widerstandsaktionen gegen Umbridge, wie dass sie z. B. den Slytherin Montague mit einem Verschwindekabinett fortschicken (was im folgenden Band Draco Malfoy sehr zugutekommt), lässt der Film aus.
- Harry sieht in Snapes Erinnerung (welche er im Buch in Snapes Denkarium statt in seinem Kopf sieht) nicht, wie sich seine Eltern streiten und dass Snape Lilly als „Schlammblut“ bezeichnet.
- Da die Flucht von Fred und George am selben Tag stattfindet wie das Finale des Films, entfällt der dadurch aufflammende Widerstand der übrigen Schüler (angeführt von Peeves, dem Poltergeist) gegen Umbridge, Filch und das Inquisitionskommando.
- Im Buch schafft es Harry, bevor Umbridge auftaucht, per Flohpulver seinen Kopf zum Grimmauld-Platz zu schicken, wo Kreacher ihm erzählt, dass Sirius tatsächlich in der Mysteriumsabteilung sei, was Harry endgültig überzeugt.
- Harry erfährt im Film nicht, dass Umbridge es war, die ohne Wissen von Fudge die Dementoren auf ihn angesetzt hat.
- Im Roman haben die Zentauren Umbridge bereits verschleppt und wollen nach kurzer Überlegung auch an Harry und Hermine Selbstjustiz üben, als Grawp auftaucht und die Zentauren vertreibt. Im Film macht Grawp Umbridge versehentlich kampfunfähig, die Zentauren nehmen Umbridge mit und lassen Harry und Hermine unbehelligt zurück.
- Im Buch wird der Zentaur Firenze, nach dem Rauswurf von Sybill Trelawney, als neuer Wahrsagelehrer von Prof. Dumbledore vorgestellt. Die Figur Firenze kommt nur im ersten Film vor.
- Die Mysteriumsabteilung besteht im Film offenbar nur aus der Halle der Prophezeiungen und der Todeskammer. Während im Roman vor Eintreffen der Ordensmitglieder bis auf Harry und Neville alle DA-Mitglieder kampfunfähig gemacht werden, werden bis auf Harry alle von den Todessern als Geiseln genommen. Harry rückt die Prophezeiung nicht freiwillig raus. Die Zerstörung der Prophezeiung erfolgt im Film ein wenig abgeändert.
- Im Film tötet Bellatrix Sirius aus dem Hinterhalt durch Avada Kedavra. Im Buch erwischt sie ihn in einem Duell mit einem roten Zauber (Stupor? Expelliarmus?) und er fällt durch den Torbogen, was schlüssiger macht, warum Lupin Harry anschließend festhält.
- Harry wird nach dem Kampf gegen Voldemort sofort per Portschlüssel in Dumbledores Büro geschickt. Dort erfährt er später von Dumbledore den Inhalt der Prophezeiung (im Film erfuhr er diesen bereits in der Mysteriumsabteilung) sowie dass ein Spion Voldemorts nur den Anfang der Prophezeiung belauschte, wodurch Voldemort durch seinen Angriff auf Harry den zweiten Teil der Prophezeiung wahr machte. Auch erfährt Harry nicht, dass Kreacher nach Sirius’ „Verschwinde“ in den Weihnachtsferien zu Narzissa Malfoy ging und später von ihr den Auftrag erhielt, Sirius aus der Küche zu locken und Harry anzulügen. Harry erfährt ebenfalls nicht, dass er jeden Sommer zu den Dursleys muss, weil Dumbledore den Opferschutz seiner Mutter auf den Ort, wo Lillys Blutsverwandte wohnen, ausgeweitet hat und Harry diesen Ort sein Zuhause nennen muss, damit er funktioniert.
- Der Zwei-Wege-Spiegel, den Harry von Sirius zu Weihnachten erhält, kommt nicht vor, obwohl er in der Verfilmung des siebten Teils eine wichtige Rolle spielt.[7]
- Quidditchspiele entfallen (folglich auch das lebenslange Spielverbot von Professor Umbridge).
- Peeves der Poltergeist fehlt, wie in allen anderen Filmen, gänzlich.[8]
- Sirius’ Deckname ist im Film Tatze statt Schnuffel.
- Hedwig wird nicht abgefangen.
- Im Buch erzählt Hagrid während seiner Unterrichtsinspektion von den Thestralen und wird von Umbridge auf Bewährung gesetzt (im Film erzählt Luna Lovegood von den Thestralen und Hagrid wird nicht auf Bewährung gesetzt).
- Todesser und Auroren können im Buch nicht fliegen.
- Dass sich Trelawneys Prophezeiung über Harry als Auserwählten auch auf Neville beziehen könnte, wird im Film weggelassen. Nevilles Rolle bei der Bekämpfung Voldemorts im achten Film erscheint somit zufällig.

## Finanzieller Erfolg
Am Starttag spielte der Film allein in den USA 44,2 Millionen US-Dollar ein. Insgesamt beträgt das Einspielergebnis weltweit 938,2 Millionen US-Dollar, davon knapp 292 Millionen im nordamerikanischen Raum. Derzeit ist Harry Potter und der Orden des Phönix auf Platz 58 (Stand: 19. April 2025) der Liste der erfolgreichsten Filme und nach Harry Potter und der Stein der Weisen und Harry Potter und die Heiligtümer des Todes – Teil 1 und Teil 2 der erfolgreichste Harry-Potter-Film.
Die Soundtrack-CD stieg auf Platz 44 in die deutschen Albumcharts ein, fiel aber schon nach einer Woche wieder aus den Top 50 heraus.

## Auszeichnungen
2007
- Nominierung für einen MTV Movie Award in der Kategorie „Best Summer Movie You Haven’t Seen Yet“
- Bogey in Platin für fünf Millionen Kinobesucher innerhalb von 50 Tagen

2008
- DIVA Award: Der Deutsche Kinopreis sowie Der Deutsche Videopreis (Publikumspreise)
- People’s Choice Award: „Bestes Filmdrama“
- Europäischer Filmpreis: Publikumspreis

Die Deutsche Film- und Medienbewertung (FBW) zeichnete den Film mit dem Prädikat „besonders wertvoll“ aus.

## Filmbesucherzahlen
| Land           | Besucher 2007 |
| -------------- | ------------- |
| USA            | 42.442.549    |
| Großbritannien | 9.788.758     |
| Deutschland    | 7.076.615     |
| Frankreich     | 6.224.517     |
| Spanien        | 3.204.686     |
| Italien        | 3.203.145     |
| Niederlande    | 1.322.163     |
| Polen          | 1.129.621     |
| Schweden       | 731.714       |
| Türkei         | 687.184       |
| Tschechien     | 686.905       |
| Dänemark       | 645.415       |
| Österreich     | 632.941       |
| Ungarn         | 609.802       |
| Schweiz        | 515.437       |

## Hörbuch
- Joanne K. Rowling: Harry Potter und der Orden des Phönix, gelesen von Rufus Beck, Dhv Der HörVerlag 19. Februar 2004, ISBN 978-3-89940-172-1.
- Joanne K. Rowling: Harry Potter und der Orden des Phönix, gelesen von Felix von Manteuffel, Dhv Der HörVerlag 12. März 2009, ISBN 978-3-86717-382-7.